# 福島県道380号岳温泉大玉線
福島県道380号岳温泉大玉線（ふくしまけんどう380ごう だけおんせんおおたません）は、福島県二本松市から安達郡大玉村に至る一般県道である。

## 路線概要
- 起点：福島県二本松市岳温泉1丁目
- 終点：福島県安達郡大玉村玉井字守谷山
- 総延長：19.720km[1]
  - 実延長：15.743km
- 路線認定年月日：1990年7月3日[2]

県民の森（フォレストパークあだたら）のアクセス道路としての性格が強く、施設周辺以外はあまり整備されていない。対向車とのすれ違い困難な箇所が多く、未舗装の箇所もある。

### 重用区間
- 福島県道386号岳温泉線（二本松市岳温泉一丁目～二本松市永田字長坂）

## 通過する自治体
- 福島県
  - 二本松市 - 安達郡大玉村

## 接続・交差する道路
- 国道459号（福島県道30号本宮土湯温泉線重複）（二本松市岳温泉一丁目 起点）
- 福島県道386号岳温泉線 奥岳登山口方面（二本松市永田字長坂）
- 福島県道146号石筵本宮線（安達郡大玉村玉井字守谷山 終点）

## 沿線
- 岳温泉
- 二本松青年海外協力隊訓練所
- 安達太良温泉
- ふくしま県民の森（フォレストパークあだたら）
- アットホームおおたま
- 三ツ森山